# 弗朗西斯·奎梅特
弗朗西斯·奎梅特（英語：Francis Ouimet，1893年5月8日—1967年9月2日），美國業餘高爾夫球手，1913年美國高爾夫公開賽冠軍，在美國被譽為「業餘高爾夫之父」，亦是皇家古老高爾夫俱樂部首個非英國籍的隊長。他在1974年入選世界高爾夫名人堂。

## 早年生活
奎梅特生於波士頓西部社區布鲁克莱恩。父親亞瑟法裔加拿大籍移民，母親瑪麗·艾倫·伯克為愛爾蘭裔。他們舉家於奎梅特4歲時於鄉村俱樂部（The Country Club）第十七洞旁買了一間小屋。他們可以說是家徒四壁，基本上是處於經濟階梯的底層。他11歲開始在鄉村俱樂部當球僮，用拾回來的球桿和高爾夫球開始自學，很快便得到俱樂部會員及球僮主管的賞識，及後更成為該州份高中高爾夫球比賽冠軍。因為父親反對，他不得不放棄夢想，在乾貨店打工，之後轉職到運動用品店當銷售員。

## 高爾夫生涯

### 1913年美國高爾夫公開賽
奎梅特獲美國高爾夫協會會長羅伯特·沃森的邀請，於他最熟識的鄉村俱樂部球場，出戰1913年美國高爾夫公開賽。他原本是拒絕的，因為之前出席全國業餘賽時已經缺勤，及後得到僱主的諒解並成功安排出賽。他的比賽被譽為大衛決戰兩個歌利亞，因為他的對手哈利·瓦爾登和泰德·雷都是身經百戰的名宿。
奎梅特在他的10歲球僮埃迪·洛厄裡協助下，奮戰了72洞後，形成3方打和的局面，需要在翌日出席附加賽。他以4桿的成績，打敗了瓦爾登的5桿和雷的6桿，成為了首個業餘球手贏得美國高爾夫公開賽賽事，亦將高爾夫球帶到美國主流體育之中。在他勝出之後10年，美國高爾夫球運動員多了3倍，多個高爾夫球場，包括公眾球場亦得以興建。

### 業餘資格爭議
1916年，美國高爾夫協會褫奪了奎梅特的業餘資格，原因是認為他的名氣帶動了他的生意。這是極具爭議性的決定，亦令奎梅特的球友極為不滿。1918年，奎梅特應徵入伍，及後晉升至中尉。在他退役後，協會悄悄地回復了他的業餘球手身份。奎梅特沒有對此懷恨在心，反而在協會的多個委員會裡出任要職，致力推廣高爾夫球運動。他在1931年獲得他的第二次美國業餘賽冠軍。他在1920年代曾經與鮑比·瓊斯多次交手，均未能取勝。

## 流行文化
2005年電影《果嶺奇蹟》，西亞·李畢福主演，講述弗朗西斯·奎梅特的生平。

## 伸延閱讀
- Gibson, Nevin H. The Encyclopedia of Golf (A.S. Barnes & Company, 1958)

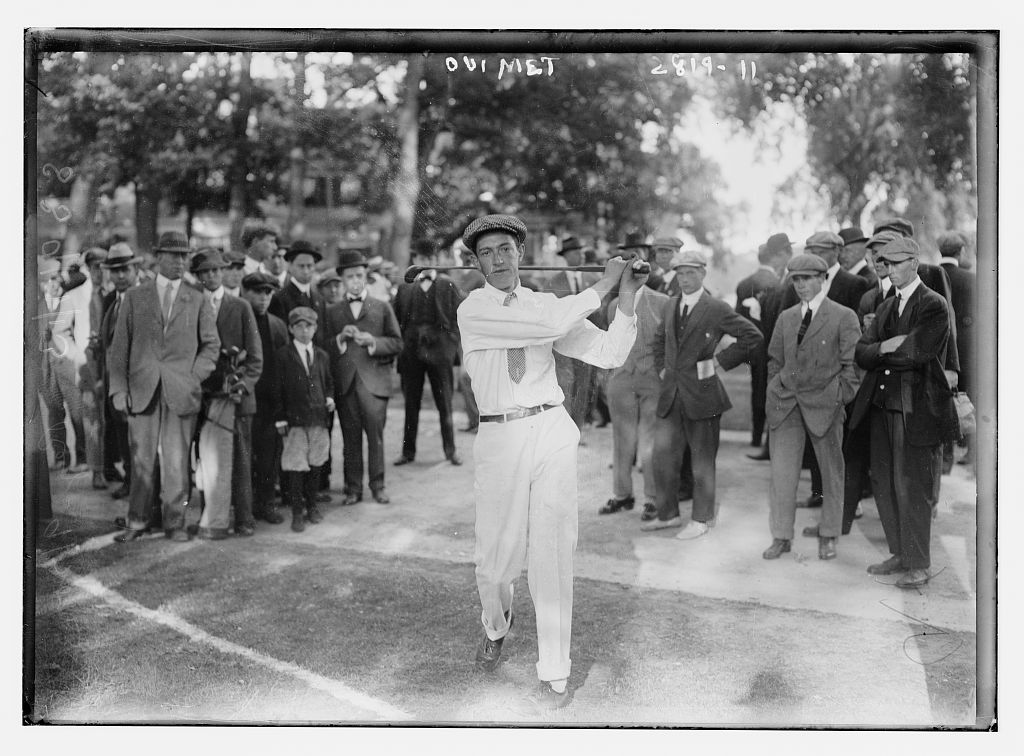
弗朗西斯·奎梅特於1913年美國高爾夫公開賽

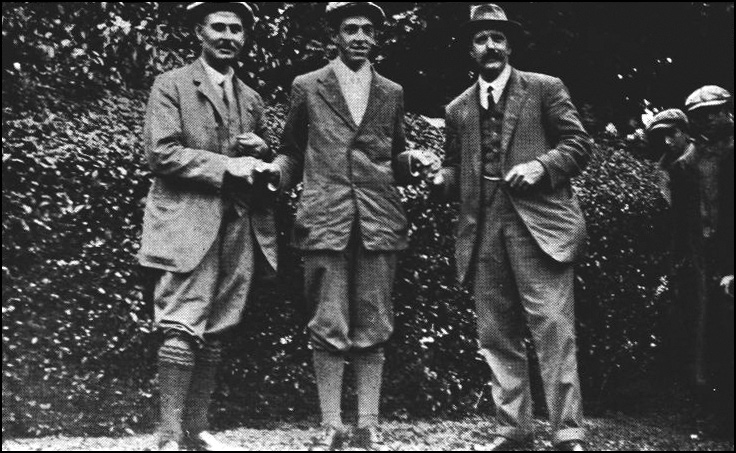
弗朗西斯·奎梅特與哈利·瓦爾登和泰德·雷 (高爾夫球手)合照

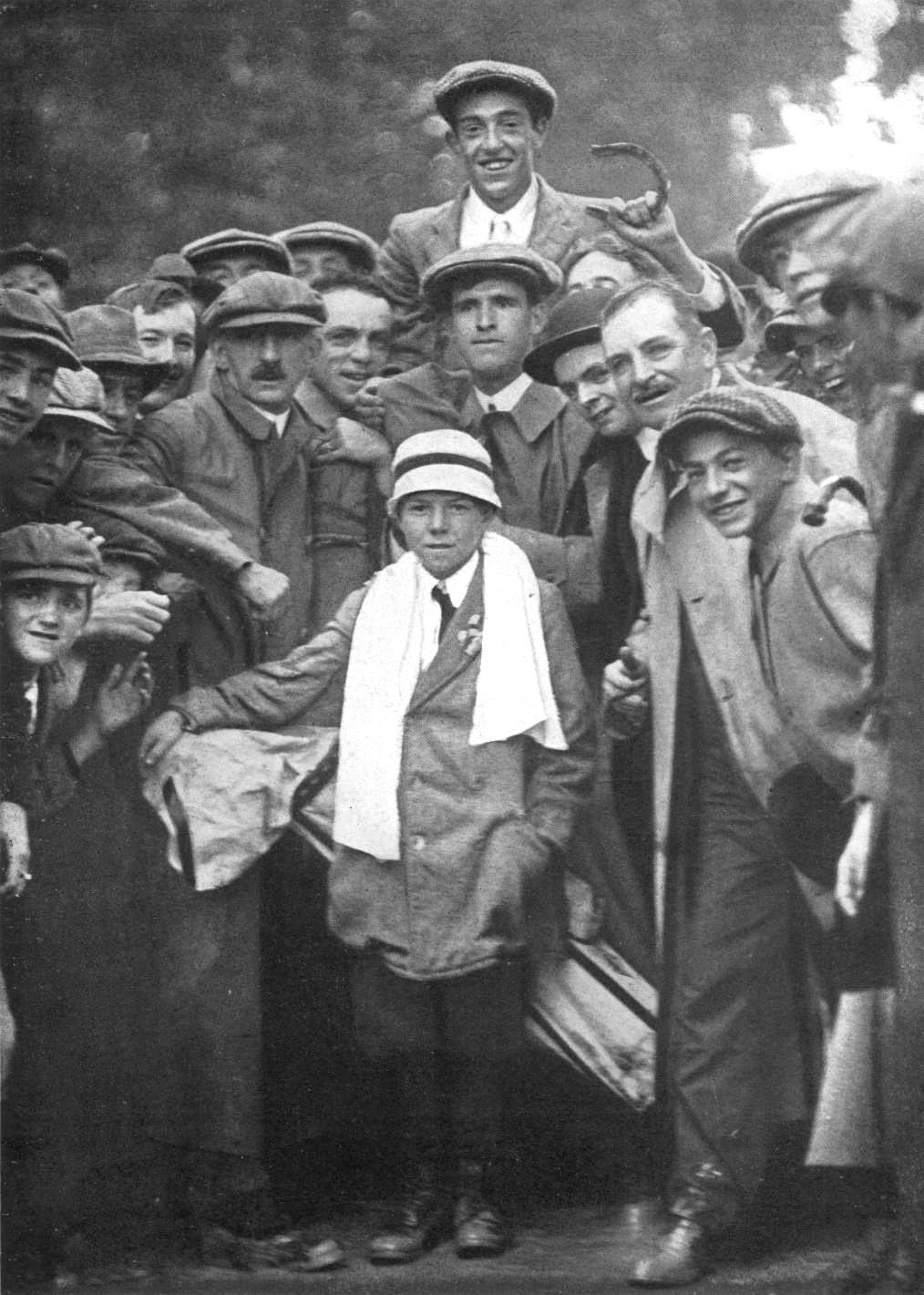
弗朗西斯·奎梅特與10歲的球僮埃迪·洛厄裡（脖子上圍上白色毛巾）於賽後慶祝

- Frost, Mark The Greatest Game Ever Played: Harry Vardon, Francis Ouimet, and the Birth of Modern Golf (Hyperion, 2002)

## 外部連結
- Francis Ouimet Biography from the Francis Ouimet Scholarship Fund
- World Golf Hall of Fame profile （页面存档备份，存于）
- 1913 U.S. Open by Bernard Darwin
- Electronic Resources From SoHG Archives
- Hagen Swing Sequences – Brassie, Iron and Putt From SoHG Master Classes
- 在Find a Grave上的弗朗西斯·奎梅特